# Pieter Hardimé
Pieter Hardimé né le 1677 à Anvers et décédé en 1748 à La Haye, est un peintre de nature morte flamand du XVIIe siècle, spécialisé dans la peinture de fleurs. Il s'entraîne à Anvers et s'installe ensuite dans les Provinces-Unies où il travaille à La Haye. Il y est actif comme peintre de fleurs dans la décoration des murs et des plafonds, souvent en collaboration avec le peintre Mattheus Terwesten.

## Biographie
Hardimé est né à Anvers, fils d'un ouvrier du même nom, originaire de Liège, et d'une mère flamande. Il étudie la peinture avec son frère aîné Simon Hardimé (en) (1672-1737), qui est un peintre de fleurs. Simon est un élève de Jan Baptist de Crépu (en) (1640-1689), un peintre de fleurs et de fruits actif à Anvers. De Crépu est à l'origine un officier dans le service espagnol qui ne devient peintre que plus tard dans sa vie lorsqu'il s'installe à Anvers où il est reconnu comme peintre de fleurs.

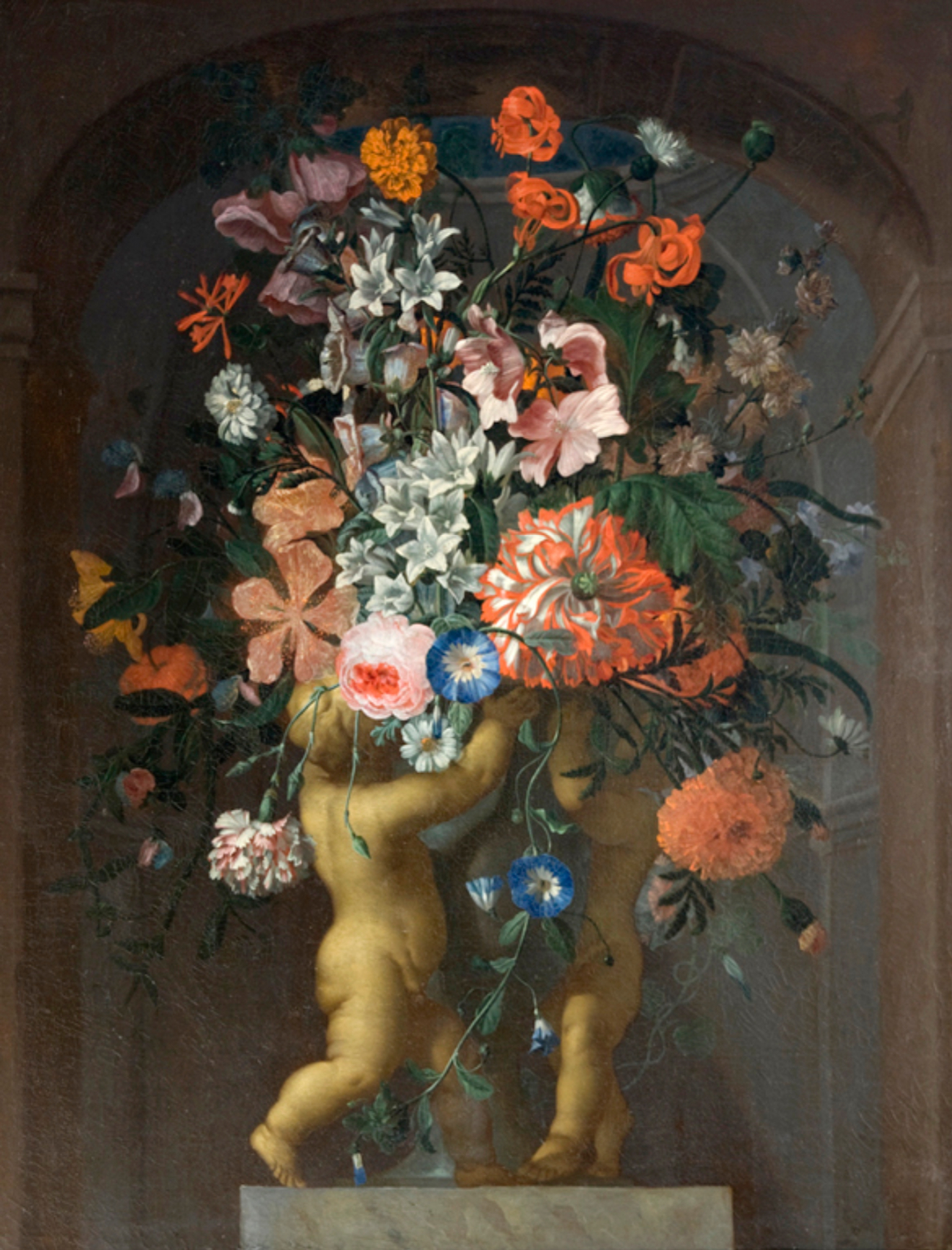
Nature morte de fleurs avec des amours, collaboration avec Mattheus Terwesten

Hardimé quitte Anvers pour La Haye en 1697. Son frère Simon l'y rejoint à partir de 1697, prétendument pour échapper à ses créanciers à Anvers. Simon s'installe ensuite à Breda où il reçoit une commande pour peindre un morceau de cheminée pour le palais de Guillaume III d'Angleterre. 
Pieter rejoint en 1700 la Confrérie Pictura, une société d'artistes plus ou moins académique fondée en 1656 à La Haye. Il reçoit des commandes du baron von Smettau, ambassadeur du roi de Prusse Frédéric Ier de Prusse. Il peint de nombreuses pièces de fleurs pour Huis Honselaarsdijk, la maison de campagne du roi de Prusse aux Provinces-Unies. Ces œuvres sont si appréciées du roi qu'elles sont ensuite expédiées dans son palais en Prusse. Il a d'autres mécènes éminents, dont le maire de Rotterdam Willem van Hogendorp et son frère le trésorier, pour lesquels il réalise des peintures décoratives pour leurs résidences.

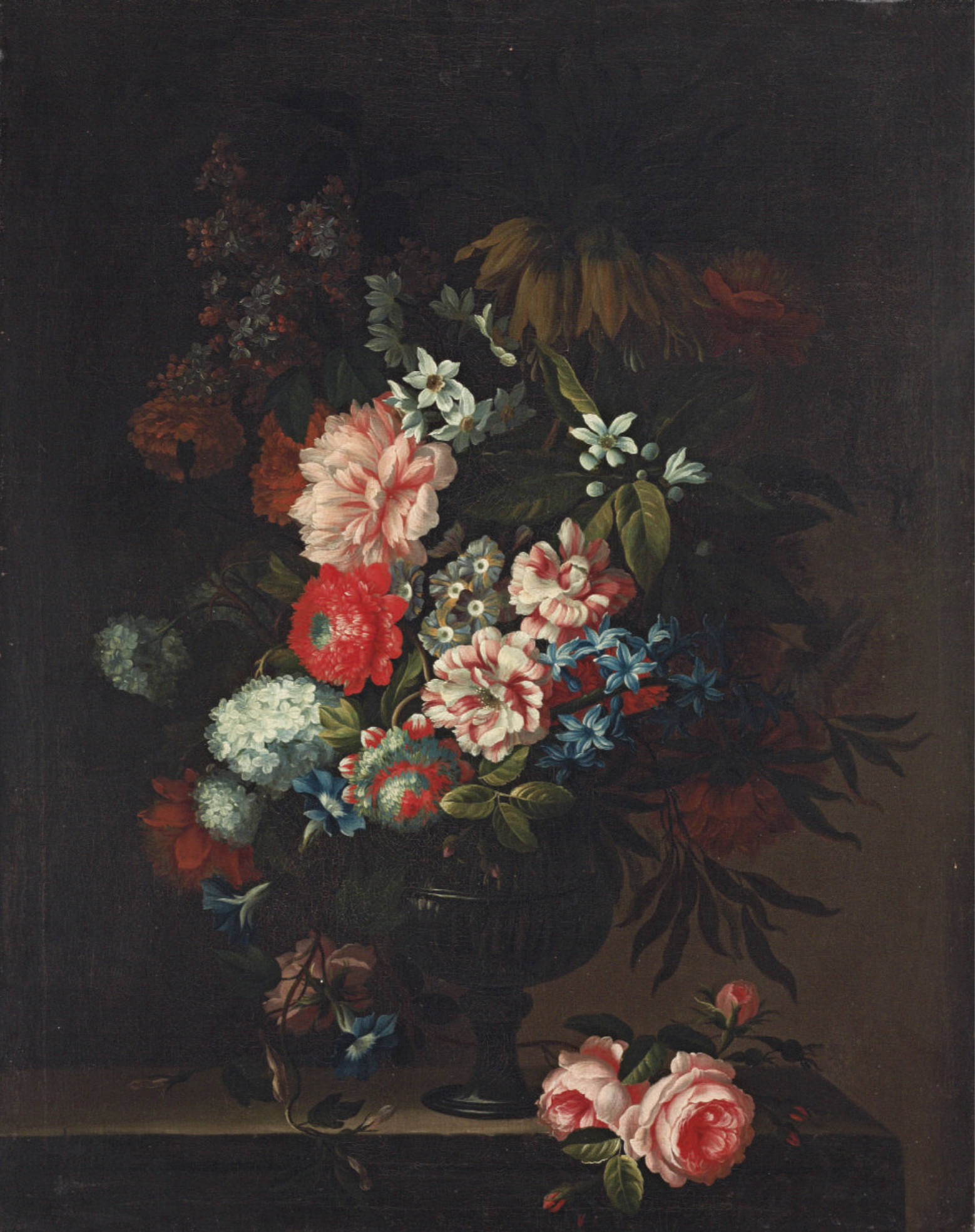
Fleurs dans un vase en verre sur un rebord de pierre

Hardimé épouse en 1707 Adriana Lens, sœur du prélat de l'abbaye Saint-Bernard à Hemiksem près d'Anvers. Il reçoit également des commandes de l'abbaye pour quatre grandes peintures de fleurs représentant les quatre saisons. Après le départ du peintre flamand Gaspar Pieter Verbruggen le Jeune de La Haye, Hardimé devient le collaborateur préféré du peintre décoratif Mattheus Terwesten. Les deux artistes travaillent souvent ensemble à la décoration de résidences à La Haye. Le comte de Wassenaar est l'un de ses mécènes et lui commande des peintures décoratives dans sa demeure palatiale de Voorhout. Après la mort de sa première femme avec laquelle il a trois enfants, il se remarie avec une certaine Bruinestein, avec laquelle il n'a pas d'enfants. On dit qu'il devient mélancolique vers la fin de sa carrière en raison de la baisse de la demande pour ses pièces de fruits et de fleurs et ses peintures décoratives.
Il meurt à La Haye où son décès est enregistré en septembre 1748.

## Œuvres
- Buste de Diane avec une guirlande, huile sur toile, 90 × 126 cm, Rijksmuseum, Amsterdam[6]
- Urne en bronze avec des fleurs sur un rebord, Hanbury Hall, Droitwich Spa
- Vase de fleurs, Wolverhampton Art Gallery[7]
- Nature morte de fleurs, Collection privée, vente Van Ham 2015[8]
- Nature morte de fleurs, Collection privée, 38 × 30 cm, vente Dorotheum 2017[9]
- Nature morte avec un vase de fleurs et un perroquet dans une niche, huile sur toile, 135 × 72 cm, Collection privée, Vente Dorotheum 2011[10]